# English Expositor
English Expositor（『An English Expositor: teaching the interpretation of the hardest words used in our language, with sundry explications, descriptions and discourses』）はジョン・ブロカーによって編纂された難解語辞典で、1616年に出版された。

## 解説
この辞典は、英語で印刷された2番目のモノリンガル（英英）辞典として重要である。その目的は、序文にあるように、英語の中にある「奇妙な言葉の大庫」を目録化し、「そのような言葉の意味を、無知な人々の能力に合わせて啓蒙する」ことであった。その範囲は広く、外国からの借用語や廃語になった言葉だけでなく、科学や哲学に関連する用語も網羅されていた。その唯一の前身であるロバート・コードリーの「A Table Alphabeticall」の2倍の項目数があり、そこから多くを借用している。
ジョン・ブロカーは、生前には第2版までしか見ることができなかったが、その後150年の間に、「An English Expositor, or, Compleat Dictionary」 （1698年)や「The English Expositor Improv'd」（1719年）など、少なくとも16の版と改訂版が登場した。